# Twig
Twigは、PHPで実装されたオープンソースのテンプレートエンジンである。ライセンスはBSDライセンスである。Jinjaや、Djangoテンプレート言語に近い構文を持つ。Symfonyフレームワークではデフォルトのテンプレートエンジンとして利用されている。

## 例
以下はTwigの基本的な機能の使用例である。
```
{%
 
extends
 
"base.html"
 
%}

{%
 
block
 
navigation
 
%}

    
<
ul
 
id
=
"navigation"
>

    
{%
 
for
 
item
 
in
 
navigation
 
%}

        
<
li
>

            
<
a
 
href
=
"
{{
 
item.href
 
}}
"
>

                
{%
 
if
 
item.level
 
==
 
2
 
%}
&nbsp;&nbsp;
{%
 
endif
 
%}

                
{{
 
item.caption
|
upper
 
}}

            
</
a
>

        
</
li
>

    
{%
 
endfor
 
%}

    
</
ul
>

{%
 
endblock
 
navigation
 
%}

```

- {%...%} if文、forループ文などのステートメント。
- {{...}} 変数、配列、オブジェクトのプロパティ、オブジェクトのgetterメソッドなどを出力表示する。
- {#...#} コメント文

## 特徴
- 複雑な制御フロー
- 自動的なHTMLエスケープ
- テンプレートの継承
- フィルター
- i18n対応（gettext）
- マクロ
- 完全拡張可能[3][5]